# Weltonia
Genre
Weltonia est un genre éteint de requins de la famille des Hexanchidae.

## Liste d'espèces
Selon Shark references (28 décembre 2019) : 
- † Weltonia ancistrodon Arambourg, 1952
- † Weltonia burnhamensis Ward, 1979